# Dock Junction
Dock Junction è un census-designated place (CDP) degli Stati Uniti d'America, situato nello stato della Georgia, nella contea di Glynn.